# 杉丫木盆
杉丫木盆（侗语：benc meix）是一种手工艺品，盛产于贵州省玉屏县侗乡。是一种以杉木枝丫作盆帮、杉木板作盆底，外加铁箍的木制洗浴容器。其盆帮全部采用杉木枝丫心镶合而成，呈現天然木纹。这种木盆，不透水、不虫蛀、不变形，坚固耐用。若每年上一次桐油，则其色泽更加光亮红润，延缓老化，可使用几十年。